# The Rolling Stones British Tour 1963
Il 1963 British Tour è stato il primo tour ufficiale dei Rolling Stones anche se non erano gli artisti principali ma uno dei gruppi spalla agli Everly Brothers.

## Storia
Iniziato il 29 settembre e con ultima tappa il 3 novembre 1963 questo tour, organizzato nei teatri da Don Arden, vedeva affiancati agli Everly Brothers, oltre ai Rolling Stones, Bo Diddley, Julie Grant, Mickie Most, The Flintstones, The Rattles e Little Richard, che si aggregò dal 5 ottobre, chiamato dall'organizzatore per incrementare gli incassi della tournée.
In genere ogni artista eseguiva due concerti per ogni spettacolo della durata di circa 15-20 minuti l'uno.

## Formazione
- Mick Jagger - voce, armonica a bocca
- Keith Richards - chitarra, voce
- Brian Jones - chitarra, voce
- Bill Wyman - basso
- Charlie Watts - batteria

## Scaletta
Precisazione: la scaletta non era rigorosa come lo può essere nei concerti attuali e le canzoni elencate non è detto che venissero suonate nell'ordine indicato. Nel primo concerto (durato una decina di minuti
) sono state suonate le prime quattro della scaletta, le altre sono state aggiunte nelle date successive.
1. Poison Ivy
2. Fortune Teller
3. Come On
4. Money
5. I Wanna Be Your Man
6. Roadrunner
7. Memphis Tennessee

## Date
In ogni data sono stati eseguiti due concerti.
| Data              | Città               | Paese       | Luogo                |  |
| ----------------- | ------------------- | ----------- | -------------------- |  |
|                   |                     |             |                      |  |
| 29 settembre 1963 | Londra              | Regno Unito | New Victoria Theatre |  |
| 1º ottobre 1963   | Streatham           | Regno Unito | Odeon Theatre        |  |
| 2 ottobre 1963    | Edmonton            | Regno Unito | Regal Theatre        |  |
| 3 ottobre 1963    | Southend-on-Sea     | Regno Unito | Odeon Theatre        |  |
| 4 ottobre 1963    | Guildford           | Regno Unito | Odeon Theatre        |  |
| 5 ottobre 1963    | Watford             | Regno Unito | Gaumont Theatre      |  |
| 6 ottobre 1963    | Cardiff             | Regno Unito | Capital Theatre      |  |
| 8 ottobre 1963    | Cheltenham          | Regno Unito | Odeon Theatre        |  |
| 9 ottobre 1963    | Worcester           | Regno Unito | Gaumont Theatre      |  |
| 10 ottobre 1963   | Wolverhampton       | Regno Unito | Gaumont Theatre      |  |
| 11 ottobre 1963   | Derby               | Regno Unito | Gaumont Theatre      |  |
| 12 ottobre 1963   | Doncaster           | Regno Unito | Gaumont Theatre      |  |
| 13 ottobre 1963   | Liverpool           | Regno Unito | Odeon Theatre        |  |
| 16 ottobre 1963   | Manchester          | Regno Unito | Odeon Theatre        |  |
| 17 ottobre 1963   | Glasgow             | Regno Unito | Odeon Theatre        |  |
| 18 ottobre 1963   | Newcastle-upon-Tyne | Regno Unito | Odeon Theatre        |  |
| 19 ottobre 1963   | Bradford            | Regno Unito | Gaumont Theatre      |  |
| 20 ottobre 1963   | Hanley              | Regno Unito | Gaumont Theatre      |  |
| 22 ottobre 1963   | Sheffield           | Regno Unito | Gaumont Theatre      |  |
| 23 ottobre 1963   | Nottingham          | Regno Unito | Odeon Theatre        |  |
| 24 ottobre 1963   | Birmingham          | Regno Unito | Odeon Theatre        |  |
| 25 ottobre 1963   | Taunton             | Regno Unito | Gaumont Theatre      |  |
| 26 ottobre 1963   | Bournemouth         | Regno Unito | Gaumont Theatre      |  |
| 27 ottobre 1963   | Salisbury           | Regno Unito | Gaumont Theatre      |  |
| 29 ottobre 1963   | Southampton         | Regno Unito | Gaumont Theatre      |  |
| 30 ottobre 1963   | St Albans           | Regno Unito | Odeon Theatre        |  |
| 31 ottobre 1963   | Lewisham            | Regno Unito | Odeon Theatre        |  |
| 1º novembre 1963  | Rochester           | Regno Unito | Odeon Theatre        |  |
| 2 novembre 1963   | Ipswich             | Regno Unito | Gaumont Theatre      |  |
| 3 novembre 1963   | Londra              | Regno Unito | Hammersmith Odeon    |  |